# Wahlenbergia dieterlenii
Wahlenbergia dieterlenii är en klockväxtart som först beskrevs av Edwin Percy Phillips, och fick sitt nu gällande namn av Thomas G. Lammers. Wahlenbergia dieterlenii ingår i släktet Wahlenbergia och familjen klockväxter. Inga underarter finns listade i Catalogue of Life.